# 542-я пехотная дивизия (вермахт)
542-я пехотная дивизия (нем. 542. Grenadier-Division) — тактическое соединение сухопутных войск вооружённых сил нацистской Германии периода Второй мировой войны.

## История
542-я пехотная дивизия была сформирована 7 июля 1944 года на территории военного учебного центра «Штаблак» в 1-м военном округе во время 29-й волны мобилизации вермахта. Она формировалась под руководством генерал-лейтенанта Карл Лёврик, кавалера Рыцарского креста Железного креста с дубовыми листьями, бывшего командира 93-й пехотной дивизии. 12 августа 1944 года дивизия была переименована в «гренадерскую».
После завершения комплектования и подготовки, дивизия приняла участие в боях под Варшавой в составе 20-го армейского корпуса. 9 октября 1944 года дивизия была переименована в 542-ю народную пехотную (542. Volksgrenadier-Division). С октября оборонялась на рубежах реки Нарев в центральной Польше.
В январе 1945 г. после разгрома в Висло-Одерской операции отступила в Западную Пруссию. В апреле 1945 года дивизия была уничтожена советскими войсками в ходе Восточно-Прусской наступательной операции.

## Местонахождение
- с июля по август 1944 (Германия)
- с августа 1944 по январь 1945 (Польша)
- с января по апрель 1945 (Западная Пруссия)

## Подчинение
- 20-й армейский корпус 2-й армии группы армий «Центр» (июль 1944 год — январь 1945)
- 27-й армейский корпус 2-й армии группы армий «Центр» (январь — февраль 1945)
- 23-й армейский корпус 2-й армии группы армий «Висла» (февраль — апрель 1945)

## Командиры
- генерал-лейтенант Карл Лёврик (7 июля 1944 — 6 апреля 1945)

## Состав
- 1076-й пехотний полк (Grenadier-Regiment 1076)
- 1077-й пехотний полк (Grenadier-Regiment 1077)
- 1078-й пехотний полк (Grenadier-Regiment 1078)
- 1542-й артиллерийский полк (Artillerie-Regiment 1542)
- 1542-й сапёрный батальон (Pionier-Bataillon 1542)
- 1542-й противотанковый дивизион (Panzerjäger-Abteilung 1542)
- 542-й стрелковый батальон (Füsilier-Bataillon 542)
- 542-й батальон связи (Nachrichten-Abteilung 542)
- 1542-й отряд материального обеспечения (Nachschubtruppen 1542)
- 1542-й полевой запасной батальон (Feldersatz-Bataillon 1542)